# Reprezentacja Chin w piłce siatkowej kobiet

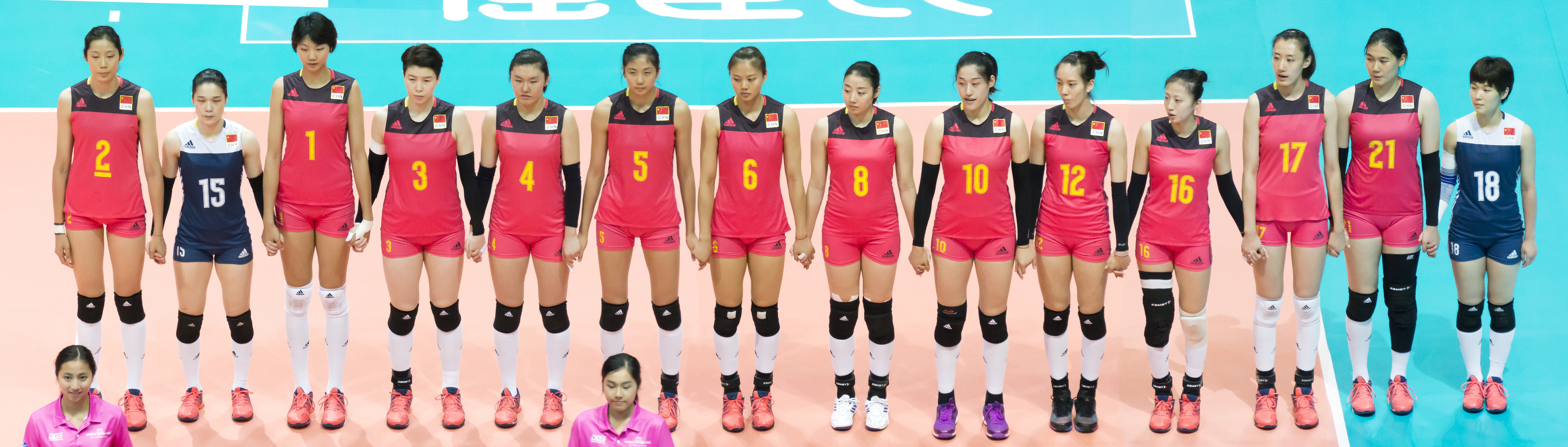
Reprezentantki Chin przed meczem w Grand Prix 2017 w grupie G1

Reprezentacja Chińskiej Republiki Ludowej w piłce siatkowej kobiet – narodowa reprezentacja tego kraju, reprezentująca go na arenie międzynarodowej.
W latach 1995–1998 i 2013-2021 trenerem reprezentacji Chin była Lang Ping.

## Skład reprezentacji Chin naLigę Narodów 2025[3]
Zawodniczki:
- 1. Wu Mengjie
- 2. Zhuang Yushan
- 3. Tang Xin
- 4. Zou Jiaqi
- 5. Yin Xiaolan
- 6. Gong Xiangyu
- 7. Yuanyuan Wang
- 8. Wan Ziyue
- 9. Shan Linqian
- 10. Yang Shuming
- 11. Fan Boning
- 12. Li Yingying
- 13. Dong Yuhan
- 14. Huang Yuexin
- 15. Chen Houyu
- 16. Wang Aoqian
- 17. Ni Feifan
- 18. Wang Mengjie
- 19. Zheng Xinyi
- 20. Zhong Hui
- 21. Gao Yi
- 22. Zhou Yetong
- 23. Zhang Zixuan
- 24. Xu Xiaoting

## Osiągnięcia
Igrzyska Azjatyckie:
- 1. miejsce – 1982, 1986, 1990, 1998, 2002, 2006, 2010, 2018, 2022[4]
- 2. miejsce – 1978, 1994, 2014
- 3. miejsce – 1974

Mistrzostwa Azji:
- 1. miejsce – 1979, 1987, 1989, 1991, 1993, 1995, 1997, 1999, 2001, 2003, 2005, 2011, 2015
- 2. miejsce – 1983, 2007, 2009, 2023
- 3. miejsce – 1975

Puchar Świata:
- 1. miejsce – 1981, 1985, 2003, 2015, 2019
- 2. miejsce – 1991
- 3. miejsce – 1989, 1995, 2011

Mistrzostwa Świata:
- 1. miejsce – 1982, 1986
- 2. miejsce – 1990, 1998, 2014
- 3. miejsce – 2018

Igrzyska Olimpijskie:
- 1. miejsce – 1984, 2004, 2016
- 2. miejsce – 1996
- 3. miejsce – 1988, 2008

Volley Masters Montreux:
- 1. miejsce – 1990, 2000, 2003, 2007, 2010, 2016
- 2. miejsce – 1988, 1989, 1992, 1994, 1998, 1999, 2005, 2006, 2008
- 3. miejsce – 2002, 2004, 2009, 2011, 2017

World Grand Prix:
- 1. miejsce – 2003
- 2. miejsce – 1993, 2001, 2002, 2007, 2013
- 3. miejsce – 1994, 1999, 2005

Puchar Wielkich Mistrzyń:
- 1. miejsce – 2001, 2017
- 2. miejsce – 1993
- 3. miejsce – 2005

Puchar Azji:
- 1. miejsce – 2008, 2010, 2014, 2016
- 2. miejsce – 2012

Liga Narodów:
- 2. miejsce – 2023[5]
- 3. miejsce – 2018, 2019

## Udział i miejsca w imprezach

### Igrzyska Olimpijskie
| Rok  | Kraj           | Miejsce       |
| ---- | -------------- | ------------- |
| 1964 | Tokio          | brak udziału  |
| 1968 | Meksyk         | brak udziału  |
| 1972 | Monachium      | brak udziału  |
| 1976 | Montreal       | brak udziału  |
| 1980 | Moskwa         | brak udziału  |
| 1984 | Los Angeles    | 1. miejsce    |
| 1988 | Seul           | 3 miejsce     |
| 1992 | Barcelona      | 7. miejsce    |
| 1996 | Atlanta        | 2. miejsce    |
| 2000 | Sydney         | 5. miejsce    |
| 2004 | Ateny          | 1. miejsce    |
| 2008 | Pekin          | 3. miejsce    |
| 2012 | Londyn         | 6. miejsce    |
| 2016 | Rio de Janeiro | 1. miejsce    |
| 2020 | Tokio          | 9-10. miejsce |
| 2024 | Paryż          | 5. miejsce    |
| 2028 | Los Angeles    |               |
| 2032 | Brisbane       |               |

### Mistrzostwa Świata
| Rok  | Kraj             | Miejsce      |
| ---- | ---------------- | ------------ |
| 1952 | ZSRR             | brak udziału |
| 1956 | Francja          | 6. miejsce   |
| 1960 | Brazylia         | brak udziału |
| 1962 | ZSRR             | 10. miejsce  |
| 1967 | Japonia          | brak udziału |
| 1970 | Bułgaria         | brak udziału |
| 1974 | Meksyk           | 14. miejsce  |
| 1978 | ZSRR             | 6. miejsce   |
| 1982 | Peru             | 1. miejsce   |
| 1986 | Czechosłowacja   | 1. miejsce   |
| 1990 | Chiny            | 2. miejsce   |
| 1994 | Brazylia         | 8. miejsce   |
| 1998 | Japonia          | 2. miejsce   |
| 2002 | Niemcy           | 4. miejsce   |
| 2006 | Japonia          | 5. miejsce   |
| 2010 | Japonia          | 10. miejsce  |
| 2014 | Włochy           | 2. miejsce   |
| 2018 | Japonia          | 3. miejsce   |
| 2022 | Polska/ Holandia | 6. miejsce   |
| 2025 | Tajlandia        |              |

### Mistrzostwa Azji
| Rok  | Kraj            | Miejsce    |
| ---- | --------------- | ---------- |
| 1975 | Australia       | 3. miejsce |
| 1979 | Chiny           | 1. miejsce |
| 1983 | Japonia         | 2. miejsce |
| 1987 | Chiny           | 1. miejsce |
| 1989 | Hongkong        | 1. miejsce |
| 1991 | Tajlandia       | 1. miejsce |
| 1993 | Chiny           | 1. miejsce |
| 1995 | Tajlandia       | 1. miejsce |
| 1997 | Filipiny        | 1. miejsce |
| 1999 | Hongkong        | 1. miejsce |
| 2001 | Tajlandia       | 1. miejsce |
| 2003 | Wietnam         | 1. miejsce |
| 2005 | Chiny           | 1. miejsce |
| 2007 | Tajlandia       | 2. miejsce |
| 2009 | Wietnam         | 2. miejsce |
| 2011 | Chińskie Tajpej | 1. miejsce |
| 2013 | Tajlandia       | 4. miejsce |
| 2015 | Chiny           | 1. miejsce |
| 2017 | Filipiny        | 4. miejsce |
| 2019 | Tajlandia       | 4. miejsce |
| 2023 | Tajlandia       | 2. miejsce |

### Grand Prix
| Rok  | Miasto          | Miejsce    |
| ---- | --------------- | ---------- |
| 1993 | Hongkong        | 2. miejsce |
| 1994 | Szanghaj        | 3. miejsce |
| 1995 | Szanghaj        | 4. miejsce |
| 1996 | Szanghaj        | 4. miejsce |
| 1997 | Kobe            | 5. miejsce |
| 1998 | Hongkong        | 4. miejsce |
| 1999 | Yuxi            | 3. miejsce |
| 2000 | Manila          | 4. miejsce |
| 2001 | Makau           | 3. miejsce |
| 2002 | Hongkong        | 3. miejsce |
| 2003 | Andria          | 1. miejsce |
| 2004 | Reggio Calabria | 5. miejsce |
| 2005 | Sendai          | 3. miejsce |
| 2006 | Reggio Calabria | 5. miejsce |
| 2007 | Ningbo          | 2. miejsce |
| 2008 | Yokohama        | 5. miejsce |
| 2009 | Tokio           | 5. miejsce |
| 2010 | Ningbo          | 4. miejsce |
| 2011 | Makau           | 8. miejsce |
| 2012 | Ningbo          | 5. miejsce |
| 2013 | Sapporo         | 2. miejsce |
| 2014 | Tokio           | 5. miejsce |
| 2015 | Omaha           | 4. miejsce |
| 2016 | Bangkok         | 5. miejsce |
| 2017 | Nankin          | 4. miejsce |

### Liga Narodów
| Rok  | Miasto    | Miejsce    |
| ---- | --------- | ---------- |
| 2018 | Nankin    | 3. miejsce |
| 2019 | Nankin    | 3. miejsce |
| 2021 | Rimini    | 5. miejsce |
| 2022 | Ankara    | 6. miejsce |
| 2023 | Arlington | 2. miejsce |
| 2024 | Bangkok   | 5. miejsce |
| 2025 | Łódź      | 5. miejsce |

### Puchar Świata
| Rok  | Kraj    | Miejsce      |
| ---- | ------- | ------------ |
| 1973 | Urugwaj | brak udziału |
| 1977 | Japonia | 4. miejsce   |
| 1981 | Japonia | 1. miejsce   |
| 1985 | Japonia | 1. miejsce   |
| 1989 | Japonia | 3. miejsce   |
| 1991 | Japonia | 2. miejsce   |
| 1995 | Japonia | 3. miejsce   |
| 1999 | Japonia | 5. miejsce   |
| 2003 | Japonia | 1. miejsce   |
| 2007 | Japonia | brak udziału |
| 2011 | Japonia | 3. miejsce   |
| 2015 | Japonia | 1. miejsce   |
| 2019 | Japonia | 1. miejsce   |

### Puchar Wielkich Mistrzyń
| Rok  | Kraj    | Miejsce      |
| ---- | ------- | ------------ |
| 1993 | Japonia | 2. miejsce   |
| 1997 | Japonia | 4. miejsce   |
| 2001 | Japonia | 1. miejsce   |
| 2005 | Japonia | 3. miejsce   |
| 2009 | Japonia | brak udziału |
| 2013 | Japonia | 6. miejsce   |
| 2017 | Japonia | 1. miejsce   |

### Igrzyska Azjatyckie
| Rok  | Miasto     | Miejsce      |
| ---- | ---------- | ------------ |
| 1962 | Dżakarta   | brak udziału |
| 1966 | Bangkok    | brak udziału |
| 1970 | Bangkok    | 5. miejsce   |
| 1974 | Teheran    | 3. miejsce   |
| 1978 | Bangkok    | 2. miejsce   |
| 1982 | Nowe Delhi | 1. miejsce   |
| 1986 | Seul       | 1. miejsce   |
| 1990 | Pekin      | 1. miejsce   |
| 1994 | Hiroszima  | 2. miejsce   |
| 1998 | Bangkok    | 1. miejsce   |
| 2002 | Pusan      | 1. miejsce   |
| 2006 | Doha       | 1. miejsce   |
| 2010 | Kanton     | 1. miejsce   |
| 2014 | Inczon     | 2. miejsce   |
| 2018 | Dżakarta   | 1. miejsce   |

### Volley Masters Montreux
| Rok  | Miasto   | Miejsce      |
| ---- | -------- | ------------ |
| 1988 | Montreux | 2. miejsce   |
| 1989 | Montreux | 2. miejsce   |
| 1990 | Montreux | 1. miejsce   |
| 1991 | Montreux | 4. miejsce   |
| 1992 | Montreux | 2. miejsce   |
| 1993 | Montreux | brak udziału |
| 1994 | Montreux | 2. miejsce   |
| 1995 | Montreux | brak udziału |
| 1996 | Montreux | 4. miejsce   |
| 1998 | Montreux | 2. miejsce   |
| 1999 | Montreux | 2. miejsce   |
| 2000 | Montreux | 1. miejsce   |
| 2001 | Montreux | 4. miejsce   |
| 2002 | Montreux | 3. miejsce   |
| 2003 | Montreux | 1. miejsce   |
| 2004 | Montreux | 3. miejsce   |
| 2005 | Montreux | 2. miejsce   |
| 2006 | Montreux | 2. miejsce   |
| 2007 | Montreux | 1. miejsce   |
| 2008 | Montreux | 3. miejsce   |
| 2009 | Montreux | 2. miejsce   |
| 2010 | Montreux | 1. miejsce   |
| 2011 | Montreux | 3. miejsce   |
| 2013 | Montreux | 6. miejsce   |
| 2014 | Montreux | 4. miejsce   |
| 2015 | Montreux | 7. miejsce   |
| 2016 | Montreux | 1. miejsce   |
| 2017 | Montreux | 3. miejsce   |
| 2018 | Montreux | 5. miejsce   |
| 2019 | Montreux | 6. miejsce   |